# The Sound of Silence
«The Sound of Silence» (с англ. — «Звук тишины»), изначально записанная как «The Sounds of Silence» (с англ. — «Звуки тишины») — песня американского дуэта Simon & Garfunkel. По одной из версий, композиция написана Полом Саймоном в феврале 1964 года под впечатлением от убийства президента США Джона Кеннеди. Саймон начал работать над песней через несколько дней после убийства, однако, хотя музыку он написал быстро, с написанием текста возникли проблемы.
С 1 до 8 и с 22 по 28 января 1966 года песня возглавляла хит-парад США, оба раза уступив песне The Beatles — «We Can Work It Out». В 2004 году заняла 156-ю позицию среди 500 величайших песен всех времён. В различное время перепевалась такими группами как The Smashing Pumpkins, Nevermore, The Dickies, Disturbed и другими. Также некоторые исполнители (Фаусто Папетти, The Ventures, Джеймс Ласт и др.) исполняли акустическую версию.

## История
По одной из версий Пол Саймон начал работать над песней вскоре после убийства Кеннеди. Хотя с музыкой уже был заметен прогресс, но всё ещё надо было придумать слова. 19 февраля 1964 года эта проблема была решена, и в тот же день Саймон показал новую композицию Арту Гарфанкелу. Вскоре после этого, дуэт начинает исполнять её в фолк-клубах Нью-Йорка. Записана песня была 10 марта и была включена в их альбом Wednesday Morning, 3 A.M., выпущенный в октябре того же года.
В то же время известно, что  Simon & Garfunkel впервые исполнили эту песню ещё за два месяца до убийства Кеннеди, хотя записана она была уже после убийства.
Альбом оказался неудачным, из-за чего дуэт распался, и Саймон отправился в Англию на большую часть 1965 года. Там он часто сам исполнял песню в фолк-клубах и снова записал её для своего соло LP в мае 1965, «The Paul Simon Songbook».
Через некоторое время продюсер Саймона и Гарфанкела Том Уилсон (Columbia Records, Нью-Йорк) узнал о том, что песню начали крутить на радиостанциях в Бостоне, а также в окрестностях Коко-Бич и Гейнсвилла.
15 июня 1965 сразу после звукозаписывающей сессии песни Боба Дилана «Like a Rolling Stone», Уилсон перезаписывает оригинальный трек Саймона и Гарфанкела с наложением электрогитары (в исполнении Аль Горгони), бас-гитары (Боб Башнелл) и барабанов (Бобби Грегг), после чего выпускает его даже не спросив Саймона и Гарфанкела. Для стороны Б Уилсон использовал до того момента неизданный трек, который они с дуэтом записали несколько месяцев назад, пробуя «более современное» звучание. Запись попала в чарты США в сентябре 1965 года и медленно начала восхождение к вершине.
Саймон узнал о том, что их песня попала в чарты, буквально за несколько минут до выступления в клубе Копенгагена, и поздней осенью 1965 он возвращается в США. Саймон и Гарфанкел восстанавливают дуэт и включают песню в свой следующий альбом Sounds of Silence, спешно записанный в декабре 1965 (и переизданный в 1966 для закрепления успеха); 1 января 1966 года «The Sounds of Silence» выходит на первое место в чартах США. в общей сложности песня держалась в чартах на протяжении 14 недель. Она продвигала их к звёздному статусу и, вместе с ещё двумя их песнями, вошедшими в первую пятёрку хитов лета 1966 (США), «I Am a Rock» и «Homeward Bound», обеспечила дуэту славу. В 1999 году Broadcast Music Incorporated назвала «The Sounds of Silence» 18-й наиболее часто исполняемой песней XX века. В 2004 году она заняла 156-е место среди 500 величайших песен всех времён по версии журнала Rolling Stone, вместе с ещё двумя песнями дуэта — «Bridge over Troubled Water» на 47-м месте и «The Boxer» на 105-м.
В оригинальной акустической версии песни голоса Саймона и Гарфанкела находились на разных каналах, подчёркивая деликатность мелодии. Когда рок-версию сводили в стерео, Уилсон поместил голоса в середину, из-за чего звучание получилось не настолько чистым, как в оригинальной акустической версии.
Песня начинается словами «Hello darkness, my old friend / I’ve come to talk with you again» (худ. рус. «Здравствуй, тьма, мой старый друг, / Вновь говорим после разлук»). Эти же слегка искажённые строки в исполнении Арта используются в песне «Save the Life of My Child» из их альбома «Bookends» (1968).
Друг Арта Гарфанкела со студенческих лет Сэнди Гринберг полагает, что эти слова песни могут быть связаны с ним. Гринберг ослеп в молодости, и именно Гарфанкел смог помочь ему пережить это и не терять мужества и желания жить.

## Содержание и смысл
Это, по словам самого Арта Гарфанкела, песня о неспособности людей общаться друг с другом. Главной темой песни является отчуждение. Образный ряд песни включает тишину, которая растет как раковая опухоль, людей, которые молятся «неоновому богу», не пытаясь понять друг друга.

## Кавер-версии
- В 1966 году Мари Лафоре исполнила версию песни на французском языке — «La voix du Silence».
- В 1967 году ямайская вокальная группа The Gaylads записала рокстеди-версию песни.
- The Dickies исполнили ускоренную версию песни для своего альбома «The Incredible Shrinking Dickies»[англ.], выпущенного в 1979 году.
- В апреле 1997 года южно-африканская рок-группа The Awakening[англ.] записала для своего альбома «Risen»[англ.] кавер песни в стиле готик-рок, достигший большой популярности в ЮАР и остающийся одной из визитных карточек группы.
- Немецкая панк-рок группа The Bates выпустила кавер в альбоме «Intra Venus» 1998 года.
- Alizée исполнила её в своём туре с альбомом «Psychédélices» в Москве 18 мая 2008 года. Во вступлении она сказала: «Следующая песня — моя любимая» (англ. The next song is my favorite song).
- 6 декабря 1999 года немецкий музыкальный проект Gregorian издал кавер в альбоме «Masters of Chant»[англ.].
- 17 октября 2000 года прогрессив-металл группа Nevermore включила кавер песни в свой альбом «Dead Heart in a Dead World».
- 1 мая 2007 года канадский автор-исполнитель Леонард Коэн прочёл «The Sound of Silence» для трибьют-альбома Полу Саймону Take Me to the Mardi Gras: Tribute to Paul Simon.
- 26 ноября 2007 года британская группа All Angels[англ.] исполнила кавер песни для своего второго альбома[англ.].
- 10 декабря 2007 года новозеландская певица Брук Фрейзер сделала кавер-версию песни для своего альбома тура с альбомом «Albertine»[англ.].
- Вокалист немецкой группы End of Green Michelle Darkness сделал кавер-версию песни для своего сольного альбома «Brand New Drug» (дата выхода — 26 октября 2007).
- 19 февраля 2008 года американская рок-группа Ascension of the Watchers[англ.], играющая готик-рок, альтернативный рок и эмбиент, включила кавер песни в свой первый LP альбом «Numinosum»[англ.].
- 30 октября 2008 года The Smashing Pumpkins также выпустили кавер в своей серии концертных альбомов «Live Smashing Pumpkins»[англ.].
- Британская группа Bananarama сделала кавер песни бонусным треком, доступным только для скачивания, в альбоме «Viva»[англ.] 2009 года.
- Шведская слиз-рок-группа Vains of Jenna выпустила песню в своём кавер-альбоме 2011 года Reverse Tripped.
- Хеви-метал-группа Heir Apparent включила кавер-версию в свой сборник «Triad». Песню можно бесплатно загрузить с официального сайта группы[10].
- Немецкая дэт-метал-группа Atrocity выпустили кавер в альбоме «Gemini».
- The Coolies выпустили версию песни в стиле панк-рок (альбом «Take That You Bastards»).
- В 2015 году рок-группа Disturbed исполняет кавер в стиле симфо-рок, который был включён в «Immortalized» и 7 сентября выпущенный в качестве сингла[11]. В 2024 году австралийский диджей CYRIL делает официальный ремикс на кавер рок-группы Disturbed "The of Silence" . .
- В 2015 году James Blake исполнил кавер.
- В 2019 году Pentatonix исполнили собственный акапельный кавер.

## Использование в фильмах
В различное время песня звучала в саундтреках к фильмам:
- 1967 — «Выпускник»
- 1979 — «Новые американские граффити»
- 1996 — «Заводила»
- 2003 — «Старая закалка»
- 2006 — «Бобби»
- 2008 — «Taiyo to Umi no Kyoshitsu» (дорама)
- 2009 — «Хранители»
- 2012 — «Дружинники»
- 2014 — «Каникулы в Провансе»
- 2016 — «Тролли»
- 2017 — «Черный список 5 сезон 8 серия» Disturbed
- 2019 — «Into the Badlands 3 сезон 13 серия»
- 2022 - "Only murders in the Building"
- 2 сезон 8 серия, поют жильцы, с элементами йодль.

## Цитаты
«The Sounds of Silence» — важная работа. Мы искали песню в более широком масштабе, но это больше, чем кто-либо из нас мог ожидать.
Оригинальный текст (англ.)'The Sounds of Silence' is a major work. We were looking for a song on a larger scale, but this is more than either of us expected.
— Арт Гарфанкел

Социальный взгляд на нехватку общения.
Оригинальный текст (англ.)A societal view of the lack of communication.
— Пол Саймон

Текст песни вырвался изнутри, записываясь практически сам по себе.
Оригинальный текст (англ.)The lyrics burst forth practically writing themselves.
— Пол Саймон

Главным в игре на гитаре для меня была возможность сидеть самому, играть и мечтать. И в эти моменты я всегда был счастлив. Я уходил в ванную, потому что в ней была плитка, так что получалась небольшая эхо-комната. Я включал кран, чтобы текла вода — люблю этот звук, он меня очень успокаивает, — и играл. В темноте. «Здравствуй, мрак, друг старый мой, / вновь говорить пришёл с тобой».
Оригинальный текст (англ.)The main thing about playing the guitar, though, was that I was able to sit by myself and play and dream. And I was always happy doing that. I used to go off in the bathroom, because the bathroom had tiles, so it was a slight echo chamber. I’d turn on the faucet so that water would run — I like that sound, it’s very soothing to me — and I’d play. In the dark. «Hello darkness, my old friend / I’ve come to talk with you again»
— Пол Саймон